# Piracetam
Il piracetam, anche conosciuto col nome commerciale "Nootropil", è un farmaco nootropo, appartenente alla categoria dei racetam, sostanze che migliorano le performance cognitive stimolando un recettore (AMPA) del glutammato. La sua struttura chimica assomiglia ad un derivato ciclico del GABA, ma ha un funzionamento più simile a quello delle Ampachine.

## Meccanismo d'azione
Il piracetam non interagisce con i recettori GABAergici, come ritenuto in precedenza, né con alcuno dei recettori per neurotrasmettitori non-peptidici. Sembra che il suo bersaglio più probabile sia un subtipo di recettore per il glutammato, chiamato recettore ionotropico AMPA. La stimolazione di questo recettore si accoppia alla idrolisi dei fosfoinositidi delle membrane neuronali. La successiva genesi di diacilglicerolo ed inositolo-1,4,5-trifosfato (secondi messaggeri), mette in moto una serie di cascate di proteina chinasi che culmina nell'attivazione delle chinasi attivate da mitogeni (Mitogen-Activated Protein Kinases; MAPKs). A livello neuronale, queste chinasi fosforilano substrati importanti per il consolidamento molecolare della memoria, come molecole del citoscheletro e fattori di trascrizione.
Qualche studio ha anche provato che parte delle sue azioni deriverebbe da un'interazione col sistema dei recettori cerebrali per il cortisolo o l'aldosterone, ma non esistono dettagli o ulteriori conferme al riguardo.
La somministrazione di piracetam nei ratti ha portato ad un miglioramento delle performance cognitive sperimentali solo negli animali invecchiati, ma non in quelli giovani. L'esame autoradiografico del loro tessuto cerebrale ha fatto registrare una maggiore espressione di recettori per l'acetilcolina, nota per regolare certe funzioni cognitive superiori. La regolazione dei canali del potassio ATP-dipendenti nei neuroni dei ratti invecchiati, parimenti, è risultata implementata.

## Indicazioni terapeutiche
Viene utilizzato per diminuire ed alleviare il disagio cognitivo causato dalla malattia di Alzheimer, ma anche la demenza franca e la dislessia. 
È stato proposto nella correzione dei disordini dell'attenzione nei bambini affetti da ADHD (Disordine da iperattività e deficit dell'attenzione).